# Demosthenes
Demosthenes (384-322 f.Kr.) var politiker, statsmand (og taler). Han var en betydelig politiker i en altafgørende fase af Grækenlands historie.
Demosthenes lærte sig selv gode retoriske evner ved at studere gamle gode talere. Han er i dag en meget kendt taler/retoriker, som opfangede publikums opmærksomhed fra starten. Han var lige så hadet som han var elsket, men som (næsten) alle antikke stormænd bliver han husket som en god og respekteret mand. Han levede i en årrække som taleskriver og advokat.
Han dedikerede en stor del af sit liv til politik, især ved at sætte sig imod Makedoniens store ekspansion. Bedst kendt er hans "Filippiske taler". Her erklærede han, at Filip ikke engang var "en barbar fra et sted, der kan omtales med respekt, men en fordærvelig slyngel fra Makedonien, hvor det til denne dag ikke har været muligt at købe en anstændig slave." 